# 九州地区水産系高等学校カッター競技大会
九州地区水産系高等学校カッター競技大会とは、毎年夏に九州地区の水産高校等を対象にして行われるカッターボート競技大会のことである。この大会で上位入賞すれば、全国水産・海洋高等学校カッターレース大会に出場できる。